# Shō Tai

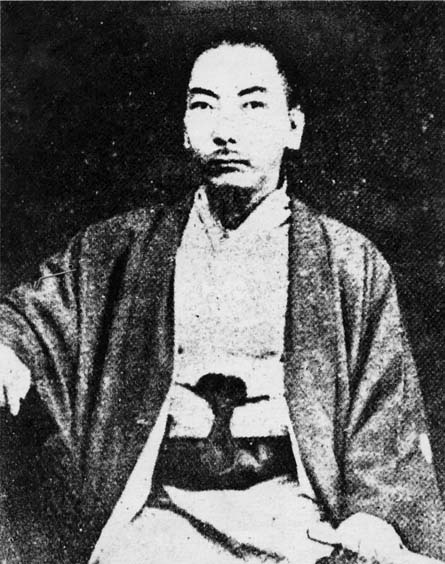
König Shō Tai von Ryūkyū

Shō Tai (japanisch 尚泰, Pinyin: Shang Tai; * 3. August 1843 in Shuri, Okinawa; † 19. August 1901 in Tokio) war ein japanischer Herrscher. Er regierte bis 1879 und war der letzte König von Ryūkyū.

## Leben
Shō Tai, der Sohn König Shō Ikus, wurde nach dem Tod seines Vaters am 8. Juni 1848 zum König von Ryūkyū erhoben.
Die Könige von Ryūkyū waren seit 1609 Vasallen der daimyō (japanischen Fürsten) von Satsuma, der Shimazu. Zeitgleich gab es seit 1372 bestehende Tributbeziehungen zu China. Shō Tai wurde von beiden Seiten anerkannt, geriet aber letztlich zwischen die Fronten und verlor am Ende jeden politischen Einfluss. 1872 wurde die Verwaltung der japanischen Präfekturen reformiert und Ryūkyū in ein japanisches Han umgewandelt.  Während also in Japan die Han abgeschafft wurden, wurde das Königreich Ryūkyū zu einem solchen ernannt. Somit wurde der Schein der Unabhängigkeit aus diplomatischen Gründen beibehalten. In Gefolge der japanischen Strafexpedition nach Taiwan 1874 kam es zu einer Einigung mit China. Am 11. März 1879 schaffte die japanische Meiji-Regierung das Königreich Ryūkyū vollständig ab und reorganisierte die Inseln als Präfektur Okinawa. Shō Tai wurde zum Umzug nach Tokio gezwungen und als Entschädigung als Markgraf in den Adelsstand (Kazoku) aufgenommen. Der Hauptzweig der königlichen Familie lebte seither auf Honshū in Japan.
Shō Tai starb 1901 in Tokio. Sein Sohn, der Kronprinz Shō Ten starb im Jahr 1920.